# Rabo largo (raça ovina)
A Raça Rabo Largo de ovinos origina-se do cruzamento de animais que vieram da África com animais de outras origens, se caracterizam, principalmente, por possuírem a cauda gorda. Acredita-se que a raça Rabo Largo, apesar do provável cruzamento com outras raças, é uma versão da ovelha Dâmara adaptada ao Brasil, pois se assemelham muito com esta ovelha, inclusive na variedade de cores, tons e padrões de pele.

## Origem do nome
A raça de ovinos Rabo Largo, é chamada assim por possuir um depósito de gordura que se desenvolve na cauda.
Vindo da africa, hoje é particularmente criado no nordeste brasileiro, e consumido por pessoas de todo o Brasil, principalmente por nordestinos que vivem em outras regiões.

## Fenotipo
- Ambos os sexos possuem chifres[6].

- Podem apresentar as cores branca ou branca com a cabeça de diversas cores: vermelha, branca e suas combinações. Pêlos curtos e médios, podendo haver vestígios de lã.

- Cabeça curta. Pode ser mocha ou com chifres, médios ou longos. Orelhas firmes e pequenas.

- Dorso reto, garupa com boa camada de gordura subcutânea, cauda média e base larga com espessa camada de gordura (daí o nome da raça).

- Ossos finos, cascos claros ou escuros. Bons aprumos, jarretes fechados, não se tocando.

## Adaptação e uso
- Produção de carne e pele[7].
- Animais que se adaptam bem a regiões quentes e áridas. Tais como o nordeste brasileiro.